# Хенер Хенкел
Хайнрих Ернст Ото Хенкел (на немски: Heinrich Ernst Otto Henkel) е германски тенисист.

## Биография
Хенер Хенкел е роден на 9 октомври 1915 г. в Познан, Кралство Прусия, Германска империя. Син е на Фердинанд и Маргарете Хенкел. След Първата световна война семейството му се премества в Ерфурт през 1919 г. Той се присъединява към Sportclub Erfurt (днес TC Erfurt 93) заедно с по-големия си брат Фердинанд и се научава да играе тенис. Баща му се премества в Берлин по работа и цялото му семейство го последва през 1927 г.
В битката при Сталинград Хенкел е прострелян в горната част на крака. Той умира от това нараняване на 13 януари 1943 г. близо до Воронеж.

## Кариера
Хенер Хенкел печели клубния шампионат на THC 99 Berlin рез 1929 г. През 1932 и 1933 г. печели шампионата на Германия за юноши. На 15 години преминава в Lawn-Tennis-Turnier-Club Rot-Weiß. През 1934 г. е победен на сингъл от Ладислав Хехт на финала на Унгарския международен шампионат по тенис.
Хенер Хенкел става втория германец след Готфрид фон Крам, който печели титлата на сингъл на френското първенство през 1937 г. Същата година той и Готфрид фон Крам печелят титлата на двойки на Ролан Гарос. По-късно същата година печелят титлата на двойки в първенството на САЩ, като побеждават американците Дон Бъдж и Джийн Мако в три поредни сета.
През март 1937 г. той става шампион на сингъл на Международното първенство в Кайро, побеждава Джорджо де Стефани на финала, печели и титлата на двойки, партнирайки си с Фон Крам. По-късно същата година печели титлата на сингъл в немското първенство след победа на финала в пет сета над Вивиан Макграт. Две години по-късно, през 1939 г., той отново печели титлата, като побеждава Родерих Менцел на финала в четири сета.
Между 1934 и 1939 г. Хенкел изиграва 66 мача за германския отбор за Купа Дейвис в 27 срещи. Той печели 49 мача, губи 17, особено успешен е на двойки, печели 16 от 20 мача в партньорство с Готфрид фон Крам, Георг фон Метакса и Родерих Менцел.
Хенкел изигра последния си турнир в Бад Пирмонт през лятото на 1942 г. Стига до финала, като губи от Родерих Менцел.

## Кариерна статистика

#### Титли на турнири отГолям шлем(1)
| година | турнир      | съперник   | резултат            |
| ------ | ----------- | ---------- | ------------------- |
| 1937   | Ролан Гарос | Бъни Остин | 6 – 1, 6 – 4, 6 – 3 |

### Титли на двойки в турнири от Големия шлем (2)
| година | турнир      | партньор         | съперници                       | резултат                   |
| ------ | ----------- | ---------------- | ------------------------------- | -------------------------- |
| 1937   | Ролан Гарос | Готфрид фон Крам | Върнън Кърби Норман Фаркухарсън | 6 – 4, 7 – 5, 3 – 6, 6 – 1 |
| 1937   | ОП САЩ      | Готфрид фон Крам | Дон Бъдж Джийн Мако             | 6 – 4, 7 – 5, 6 – 4        |

### Загубени финали на двойки в турнири от Големия шлем (2)
| година | турнир       | партньор          | съперници                 | резултат                   |
| ------ | ------------ | ----------------- | ------------------------- | -------------------------- |
| 1938   | ОП Австралия | Готфрид фон Крам  | Джон Бромич Ейдриън Куист | 5 – 7, 4 – 6, 0 – 6        |
| 1938   | Уимбълдън    | Георг фон Метакса | Дон Бъдж Джийн Мако       | 4 – 6, 6 – 3, 3 – 6, 6 – 8 |

### Титли на смесени двойки в турнири от Големия шлем (1)
| година | турнир    | партньор         | съперник                      | резултат     |
| ------ | --------- | ---------------- | ----------------------------- | ------------ |
| 1933   | Уимбълдън | Хилде Крахвинкел | Мери Хийли Норман Фаркухарсън | 7 – 5, 8 – 6 |

### Финали на смесени двойки в турнири от Големия шлем (1)
| година | турнир    | партньор    | съперник             | резултат     |
| ------ | --------- | ----------- | -------------------- | ------------ |
| 1938   | Уимбълдън | Сара Палфри | Алис Марбъл Дон Бъдж | 1 – 6, 4 – 6 |